# Quesada (Gwatemala)
Quesada, Quezada – niewielka miejscowość w południowo-wschodniej Gwatemali, w departamencie Jutiapa, około 20 km na zachód od stolicy departamentu, miasta Jutiapa, oraz około 40 km na zachód od granicy z Salwadorem. Miasto leży w rozległej dolinie w górach Sierra Madre de Chiapas, na wysokości 973 m n.p.m.  Według danych szacunkowych w 2012 roku liczba ludności miasta wyniosła 2587  mieszkańców. 

## Gmina Quesada
Jest siedzibą władz gminy o tej samej nazwie, która w 2012 roku liczyła 20 612 mieszkańców. Gmina jak na warunki Gwatemali jest bardzo mała, a jej powierzchnia obejmuje 84 km². Gmina ma charakter rolniczy.    